# Onthophagus pseudojaponicus
Onthophagus pseudojaponicus là một loài bọ cánh cứng trong họ Bọ hung (Scarabaeidae).